# کبوتر شاهی پارس‌کن
کبوتر شاهی پارس‌کن (Ducula latrans) که با نام کبوتر شاهی پیل (Peale) نیز شناخته می‌شود، گونه‌ای از پرندگان خانواده کبوتران و بومی فیجی است، جایی که در بیشتر جزایر متوسط و بزرگ وجود دارد.
زیستگاه‌های طبیعی آن جنگل‌های جلگه‌ای نمناک گرمسیری رسیده و جنگل‌های کوهستانی نمناک گرمسیری است. این گونه یکی از دو کبوتر شاهی است که در فیجی یافت می‌شود. دیگری، کبوتر شاهی اقیانوس آرام، در جزایر کوچک‌تر یافت می‌شود.